# 日上
日上（ひかみ）は岡山県津山市にある地名。郵便番号は708-0845。

## 地理
北は川崎、東は国分寺、西と南は福岡・福南地区に接する。北西端では加茂川が吉井川に合流する

### 河川
- 吉井川
- 加茂川

## 歴史

### 沿革
- 1889年6月1日 - 町村制施行により、勝南郡日上村が同郡瓜生原村、河辺村 、国分寺村と合併、河辺村となる。日上村は大字日上となる。
- 1900年4月1日 - 勝南郡が勝北郡と合併し、勝田郡となる。
- 1954年7月1日 - 河辺村が周辺の村とともに津山市に編入される。

## 世帯数と人口
2021年（令和3年）1月1日現在の世帯数と人口は以下の通りである。
| 町丁 | 世帯数  | 人口  |
| ---- | ------- | ----- |
| 日上 | 327世帯 | 745人 |

## 小・中学校の学区
市立小・中学校に通う場合、学区は以下の通りとなる。
| 番地 | 小学校             | 中学校               |
| ---- | ------------------ | -------------------- |
| 全域 | 津山市立河辺小学校 | 津山市立津山東中学校 |

## 交通

### 道路
- 岡山県道350号西吉田川崎線

## 施設
- 八幡神社
- 日上公会堂